# تیغ هنلون
تیغ هنلون (انگلیسی: Hanlon's razor) یک کلام قصار است که مثل یک تیغ فلسفی سعی در حذف نظریات نامحتمل در توضیح پدیده‌ها دارد و می‌گوید «فرض سوء برداشت و غفلت بر فرض سوء نیت ارجح است»، یا به شکل اصلی‌اش: «هرگز چیزی را که می‌شود دلیلش را در حماقت افراد دانست به پای سوء نیت آن‌ها ننویس.»
این قانون به نام رابرت هنلون که لطیفه‌هایی در مورد قانون مورفی می‌نوشت نام‌گذاری شده، ولی مشابه آن در نوشته‌های قدیمی‌تر، مثلاً در کتاب رنج‌های ورتر جوان اثر گوته که در ۱۷۷۴ به چاپ رسیده هم آمده است.